# Gonomyia brevicula
Gonomyia brevicula är en tvåvingeart som beskrevs av Alexander 1926. Gonomyia brevicula ingår i släktet Gonomyia och familjen småharkrankar.
Artens utbredningsområde är Kuba. Inga underarter finns listade i Catalogue of Life.